# Paseo (tauromàquia)
En el món de la tauromàquia, el paseo (del castellà, «passeig») o paseíllo (del castellà, «petit passeig») és la desfilada per a presentar-se al públic realitzada pels alguaziles, els matadors, la seva quadrilla i l'arrastre, obrint així una corrida, una corrida de rejón o una novillada.

## Presentació
A l'hora designada, el president presenta un mocador blanc; la processó es desplaça amb el ritme d'un paso doble, precedida pels alguaziles (o alguacilillos). En primer lloc són els tres matadors, classificats per ordre d'antiguitat: a l'esquerra (en direcció a la marxa) el més antic, a la dreta el segon d'antiguitat, al mig del menys antic. Si un torero arriba per primera vegada a la plaça, va amb el cap descobert, en cas contrari porta el barret tradicional, la montera. Darrere els segueixen els peones (peons), també distribuïts per antiguitat, després els picadors, també distribuïts segons l'antiguitat.
A continuació venen els monosabios (assistents dels picadors), i després els areneros (empleats de la plaça de toros amb la seva funció de restablir l'albero (la sorra de la plaça) entre dos toros).
Finalment arriba el «tren de arrastre» (tren d'arrossegament), l'equip de mules responsable d'arrossegar el cos del toro fora de la plaça.

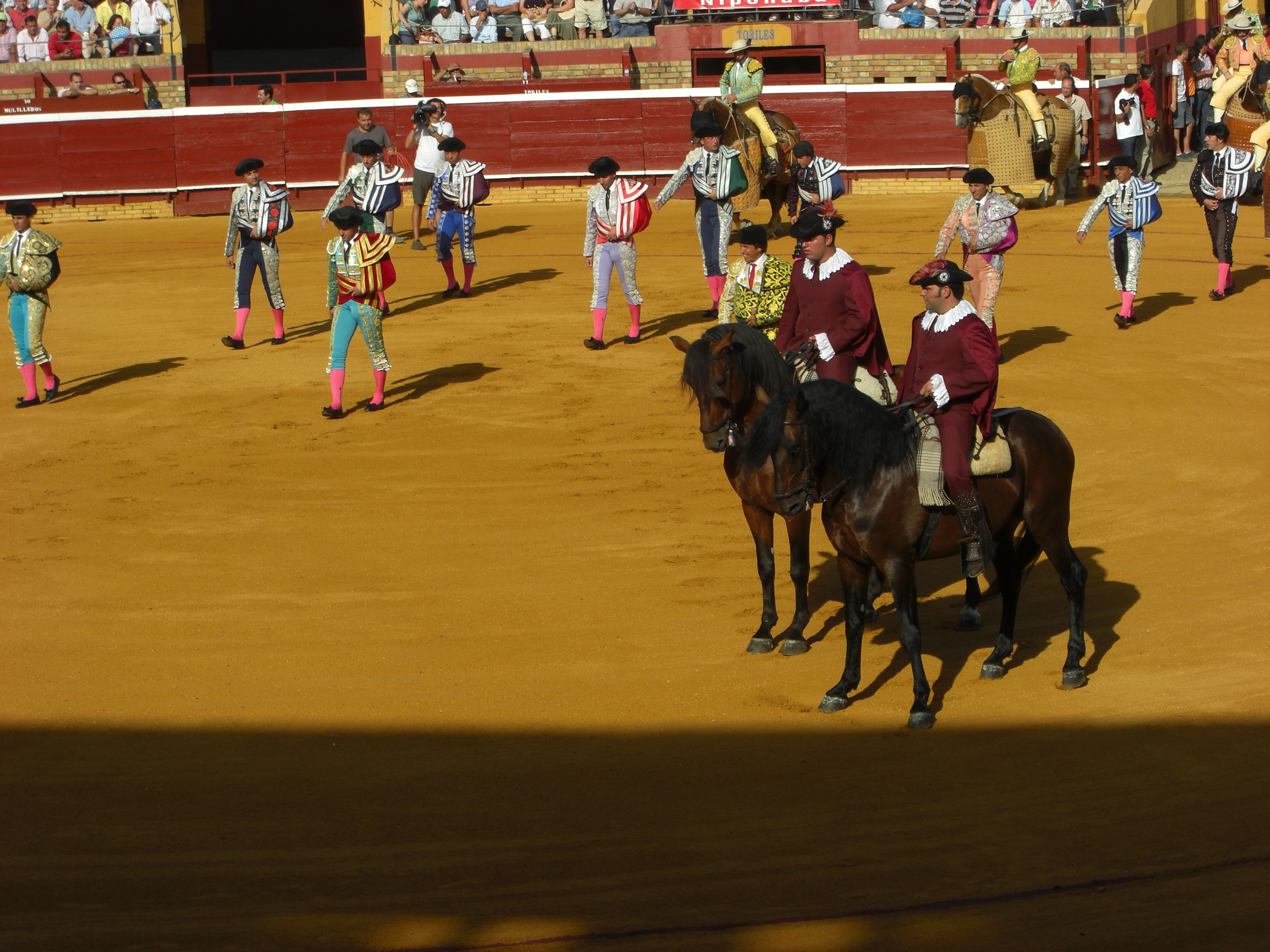
Paseo a la Plaça de toros Monumental de Huelva, Huelva
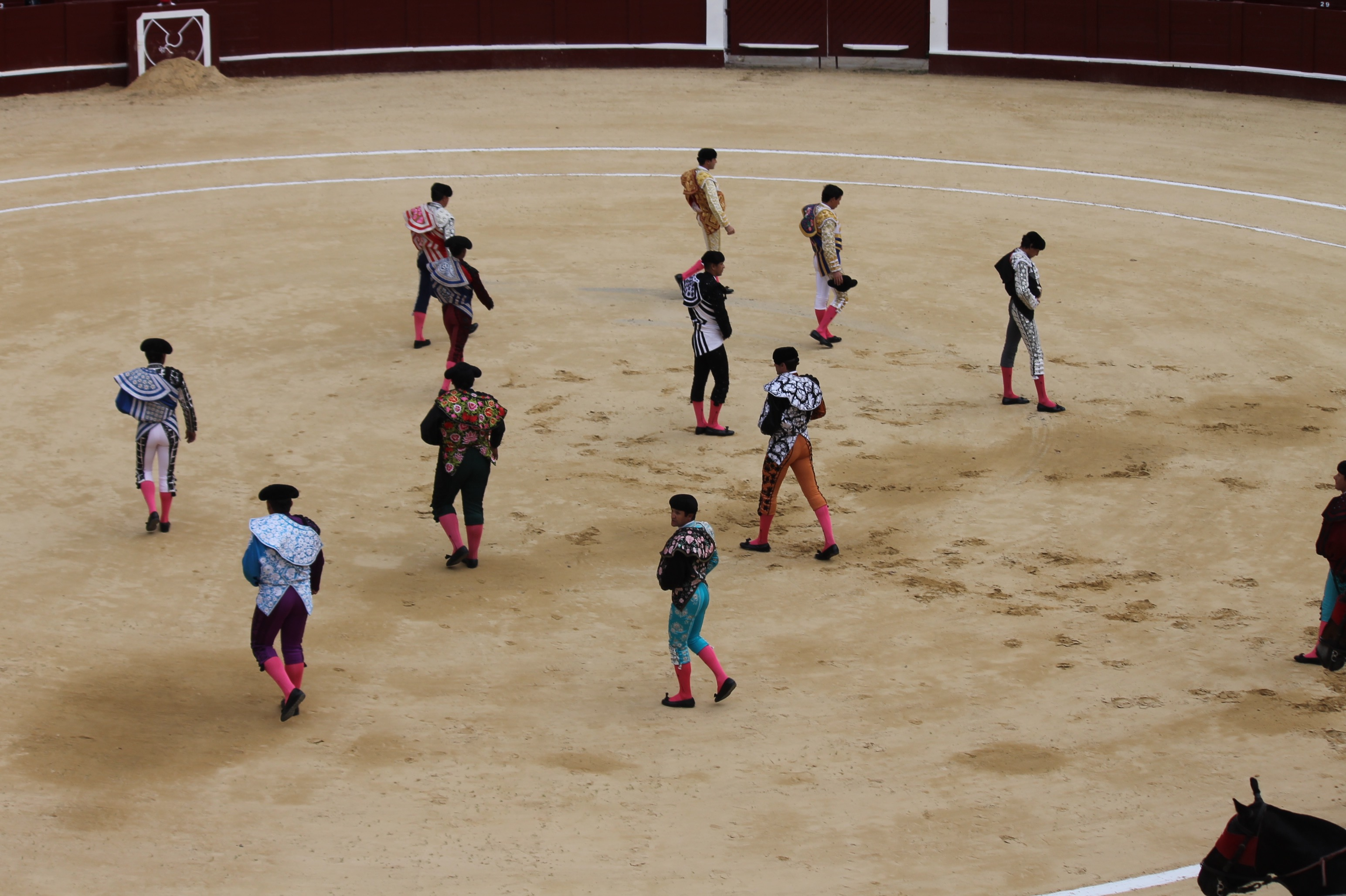
Paseo a la Plaça de toros de Santamaría, Bogotá
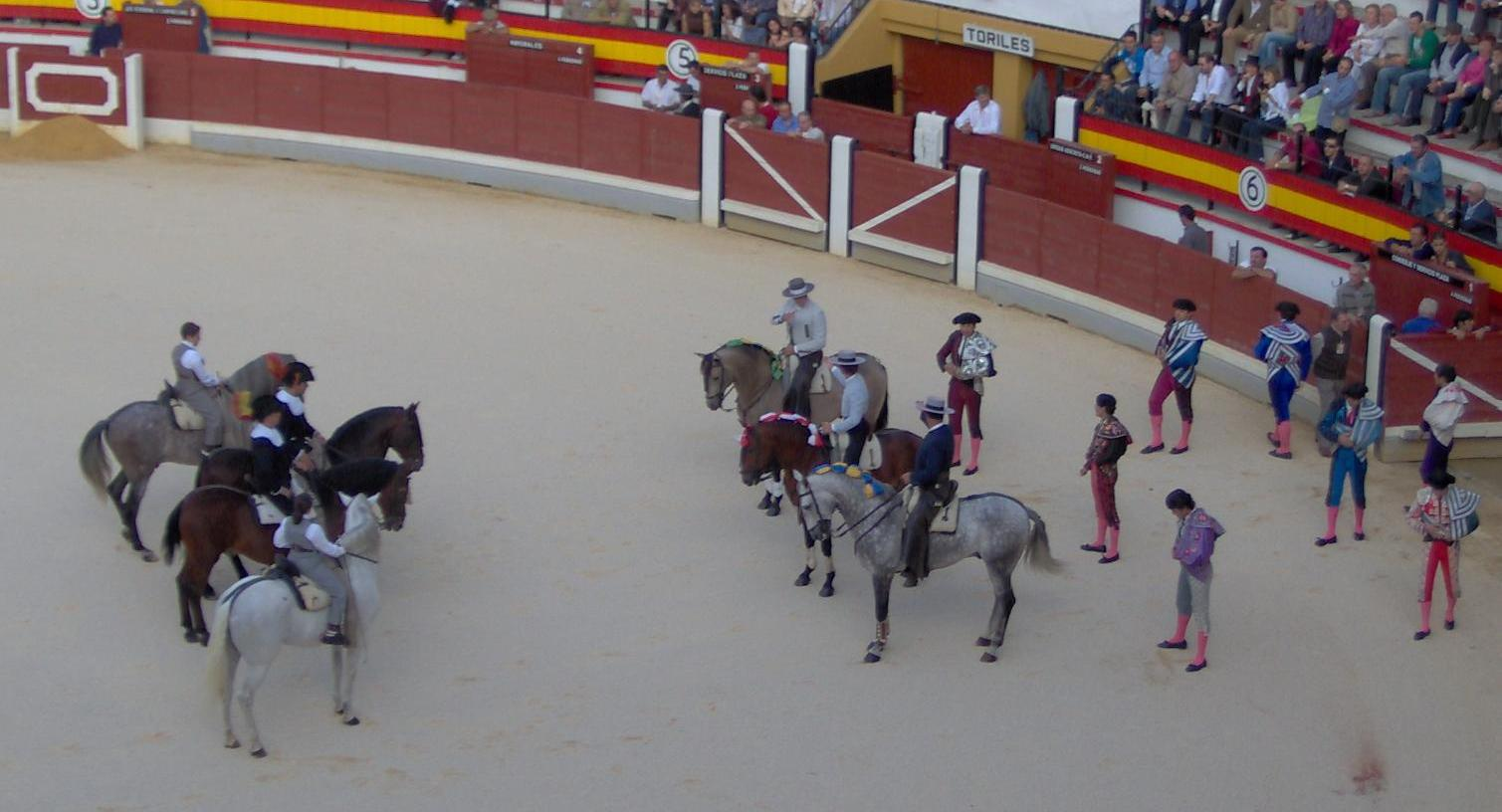
Quadrilles preparades per al paseo d'una corrida de rejón.

Aquest protocol s'ha mantingut sense canvis des dels seus orígens, com ho demostra un text de 1854 citat per Robert Bérard: 
| « | Arribada l'hora de la lídia, un alguazil a cavall, amb un barret amb plomes al cap, vestit amb roba negra de l'edat mitjana, entra al ruedo i avança fins al davant de l'autoritat [...]. Demana permís per introduir la quadrilla. Amb el permís concedit, l'alguazil desapareix un moment i torna al front de la processó de toreros que desfilen davant de la llotja presidencial. La quadrilla saluda al seu torn i cada membre ocupa al ruedo el lloc que li assigna l'espada segons la seva respectiva funció. L'alguazil es presenta de nou davant l'autoritat, es descobreix i demana autorització per començar la lídia. Demana la clau del toril on es troben els toros. La clau està unida a una cinta lligada amb un gran nus. Quan el president la llença, s'ha de recollir-la abans que caigui a terra. Després se la dona a un guàrdia de servei o a un chulo, que obrirà el toril. | » |

Després de la salutació a la presidència, els toreros ambulants donen la capa de paseo als mozos de espadas, que les confien als espectadors de primer ordre. Aleshores els picadors abandonen el ruedo i es dirigeixen al patio de caballos (pati de cavalls) mentre l'alguazil recupera la clau del toril.
A Portugal, on els espectacles inclouen genets, el paseo és substituït per la cerimònia anomenada «cortesias» (intercanvi de cortesia). Els toreros es presenten a peu al centre del ruedo i s'agrupen en una sola línia per saludar els rejoneadors durant la desfilada dels carruatges amb els que ells entren.
El paseo és un dels moments més fotogènics de la corrida.